# Шуберт, Франсуа
Франсуа Шуберт (фр. François нем. Schubert, настоящее имя Франц Антон Шуберт-младший, нем. Franz Anton Schubert der Jüngere; 22 июля 1808, Дрезден — 12 апреля 1878, Дрезден; дрезденский Шуберт) — немецкий скрипач и композитор. Сын Франца Антона Шуберта (старшего).
Учился в Дрездене у своего отца, Людвига Гаазе и Антона Роттмейера, в 1823 году поступил скрипачом в Королевскую саксонскую музыкальную капеллу и совершенствовался под руководством её концертмейстера Антонио Роллы. Получив королевскую стипендию, в 1831—1833 гг. занимался в Париже у Шарля Филиппа Лафона, в парижский период жизни начал пользоваться французским вариантом своего имени. Вернувшись в Дрезден, с 1838 г. вице-концертмейстер, с 1847 г. второй концертмейстер, в 1861—1873 гг. первый концертмейстер Королевской капеллы. Как указывает Р. Айтнер, современники считали Шуберта исполнителем с основательной техникой и лёгкой, изящной манерой, однако без особенной силы и полноты тона.
Автор разнообразных лёгких сочинений для скрипки, из которых по сей день пользуется определённой популярностью миниатюра «Пчёлка» (фр. L'Abeille; 1860) Op. 13 No. 9, нередко ошибочно приписываемая его более знаменитому тёзке Францу Петеру Шуберту.
Был женат на оперной певице Машинке Шуберт, их дочь — также оперная певица Георгина Шуберт.